# Die Bankdrücker
Die Bankdrücker (Originaltitel The Benchwarmers) ist eine US-amerikanische Filmkomödie des Regisseurs Dennis Dugan aus dem Jahr 2006.

## Handlung
Der Millionär Mel stiftet die drei Außenseiter Gus, Richie und Clark zur Gründung eines eigenen Baseballteams an.
Die drei lassen sich überreden und schon bald trainieren sie zusammen mit Mel in der Millionärsvilla und bereiten sich auf ihr erstes Spiel gegen die fieseste Kindermannschaft der Stadt vor.
Zunächst scheinen die neu gegründeten „Benchwarmers“ (zu deutsch: „Bankdrücker“) chancenlos zu sein, doch alles kommt anders: Die Bankdrücker versuchen Außenseiter, wie sie selbst es sind, zum Baseballspiel zu ermutigen...

## Kritik
„Infantile Komödie aus der Happy Madison-Werkstatt des Komikers und Produzenten Adam Sandler, die in dem völlig uninteressanten Sujet vor allem plumpe Gags präsentiert.“

„Wenn gleich zu Beginn in der Nase nach ‚Futter‘ gebohrt wird und der erste derbe Furz das Revier des Stärkeren markiert, ist klar, dass trotz löblicher ‚Wir sind alle gleich!‘-Idee das Humorniveau flöten geht. Fazit: Hilfe! Pupsen, popeln, pubertäre Sprüche…“

## Bemerkungen
Der Film wurde von den Revolution Studios in Chino Hills in Kalifornien gedreht und hatte seine Premiere in den USA am 7. April 2006.